# Larroque-Saint-Sernin
Larroque-Saint-Sernin (gaskognisch: La Ròca Sent Sarnin) ist eine französische Gemeinde mit 161 Einwohnern (Stand 1. Januar 2022) im Département Gers in der Region Okzitanien (bis 2015 Midi-Pyrénées); sie gehört zum Arrondissement Condom und zum Gemeindeverband La Ténarèze. Die Bewohner nennen sich Larroquois/Larroquoises.

## Geografie
Larroque-Saint-Sernin liegt rund 16 Kilometer südöstlich von Condom und 22 Kilometer nordwestlich von Auch in der Landschaft Ténarèze im Norden des Départements Gers. Die Gemeinde besteht aus dem Dorf Larroque-Saint-Sernin und zahlreichen Streusiedlungen und Einzelgehöften. Es gibt zahlreiche Weinberge, die zum Anbaugebiet Ténarèze viticole gehören. Der Fluss Auloue durchquert die Gemeinde in nördlicher Richtung und bildet streckenweise die westliche Gemeindegrenze.
Nachbargemeinden sind Saint-Puy im Norden, La Sauvetat im Nordosten, Réjaumont im Südosten, Cézan im Süden, Castéra-Verduzan im Südwesten und Westen sowie Ayguetinte im Westen und Nordwesten.

## Geschichte
Im Mittelalter lag Larroque-Saint-Sernin innerhalb der Grafschaft Condomois (auch Ténarèze genannt), die ein Teil der historischen Landschaft Gascogne war und teilte deren Schicksal. Seit 1851 ist die Gemeinde dem Arrondissement Condom zugeteilt und gehörte von 1851 bis 2015 zum Wahlkreis (Kanton) Valence-sur-Baïse. Die Gemeinde entstand 1851 durch Abtrennung von Gebieten der bisherigen Gemeinde Saint-Puy.

## Bevölkerungsentwicklung
Die Entwicklung der Einwohnerzahlen ist typisch für eine französische Landgemeinde. Nach einem Wachstum zwischen bis 1861 folgten seit 1886 mehrere Abwanderungswellen. Zwischen 1861 und dem Tiefpunkt verringerte sich die Zahl der Bewohner um 75,8 Prozent. Seit 2006 hat sich die Bevölkerungszahl stabilisiert.
| Jahr                       | 1962 | 1968 | 1975 | 1982 | 1990 | 1999 | 2006 | 2011 | 2020 |
| Einwohner                  | 289  | 252  | 200  | 197  | 178  | 183  | 166  | 166  | 164  |
| Quellen: Cassini und INSEE |      |      |      |      |      |      |      |      |      |

## Sehenswürdigkeiten
- Schloss Macary westlich von Larroque-Saint-Sernin
- Kirche Saint-Sernin
- Statue der Jungfrau Maria
- drei Wegkreuze
- Lavoir (ehemaliges Waschhaus) westlich des Dorfes
- Denkmal für die Gefallenen[1]

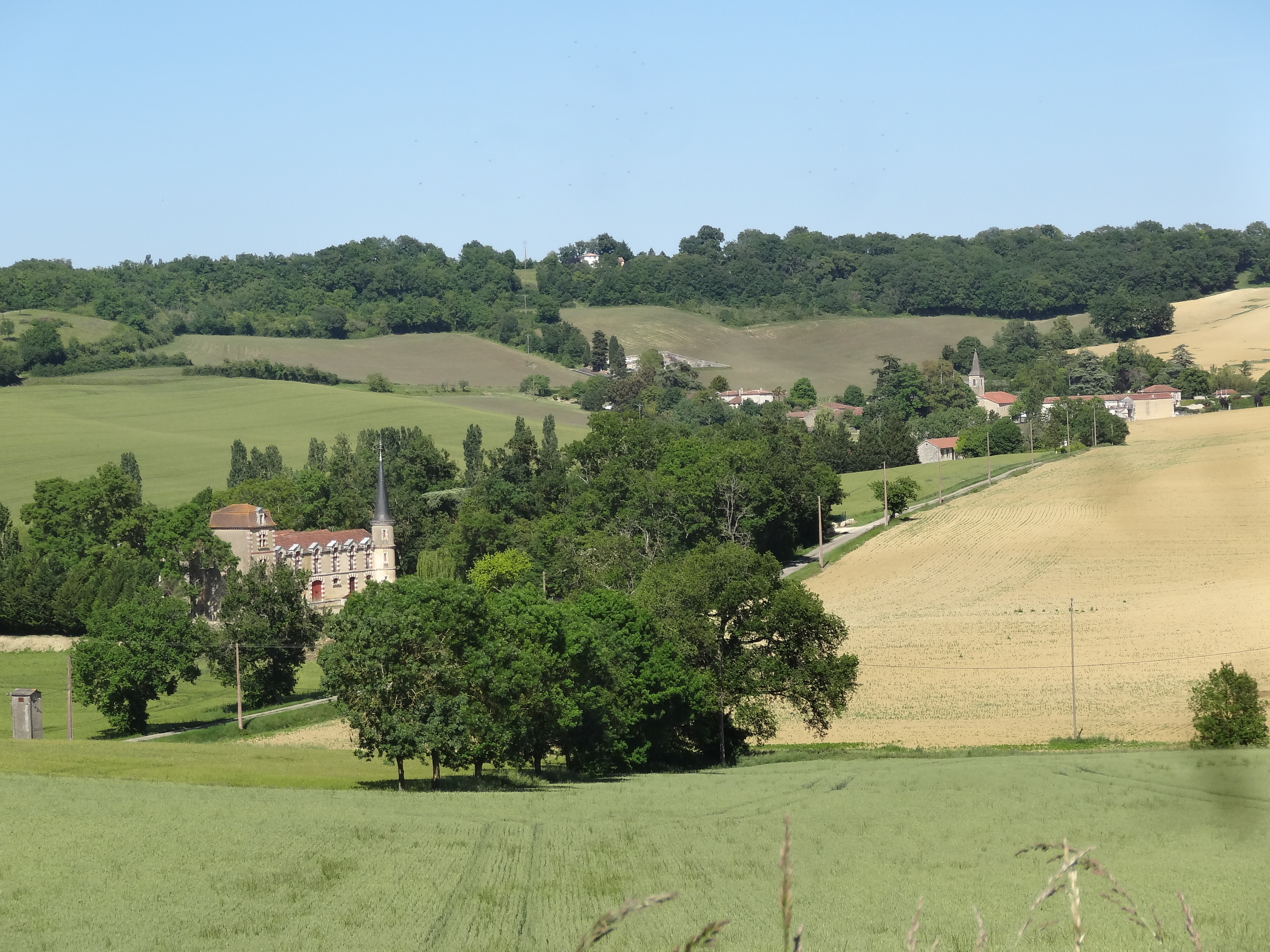
Schloss Macary
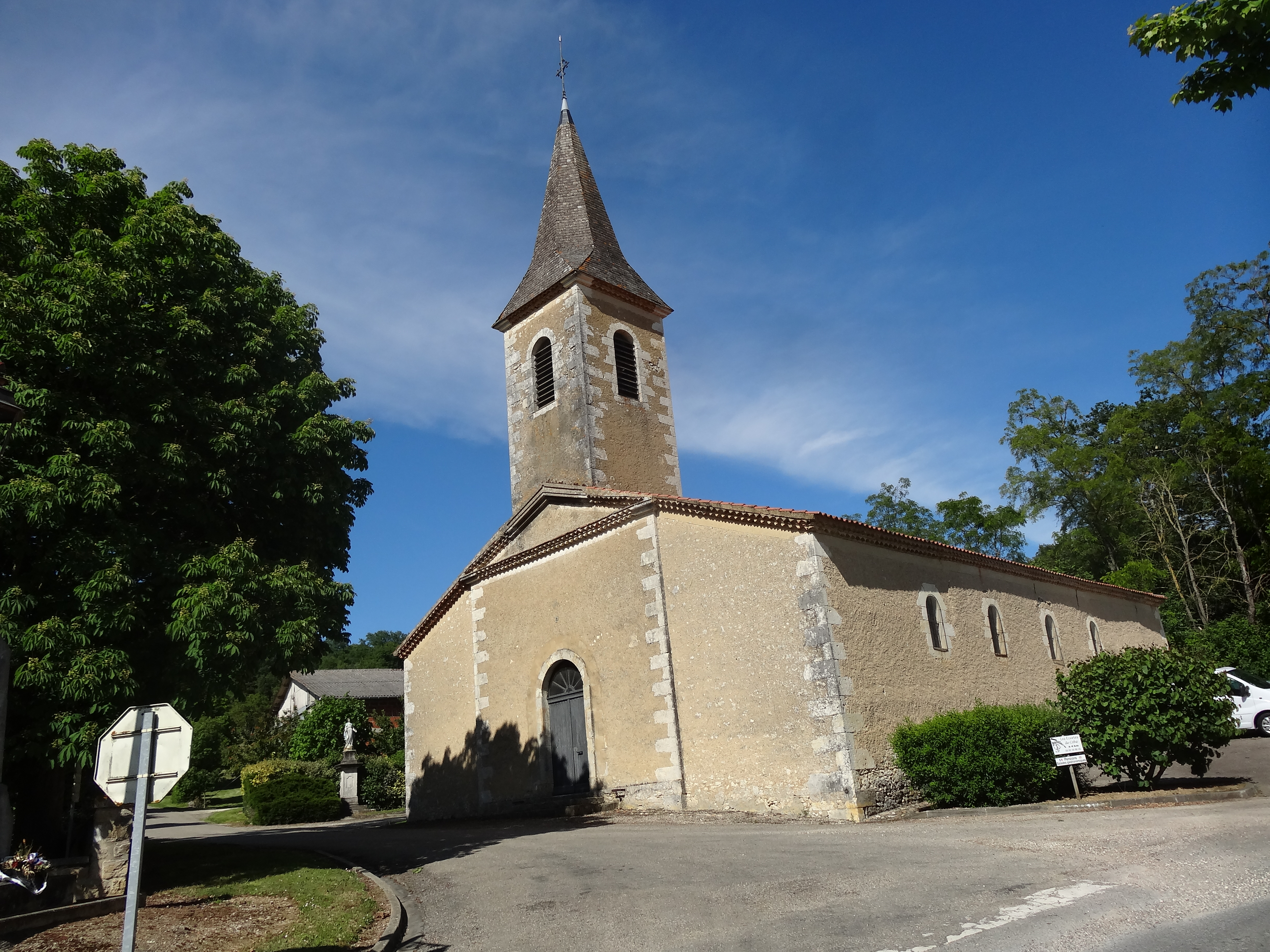
Kirche Saint-Sernin
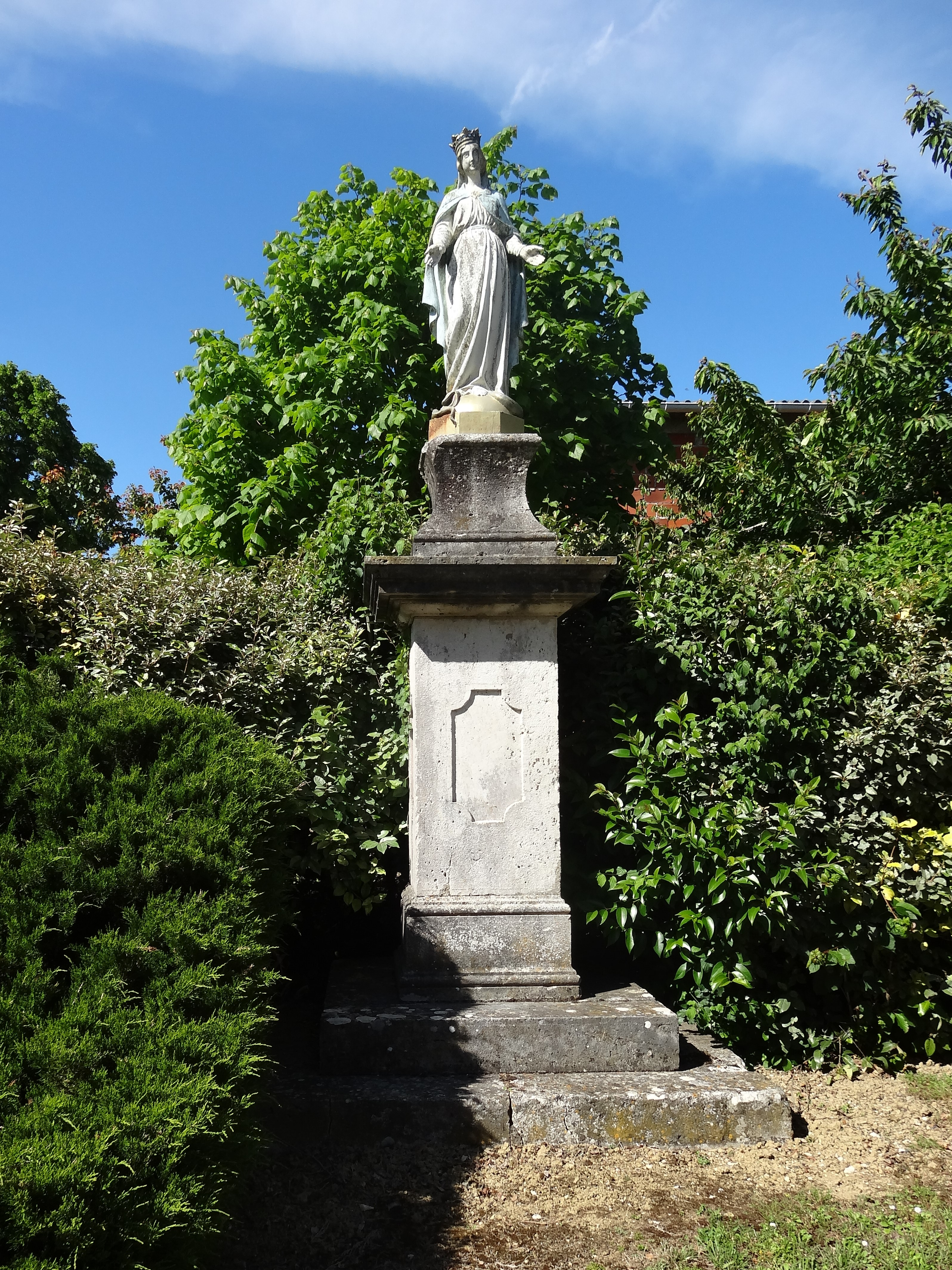
Marienstatue
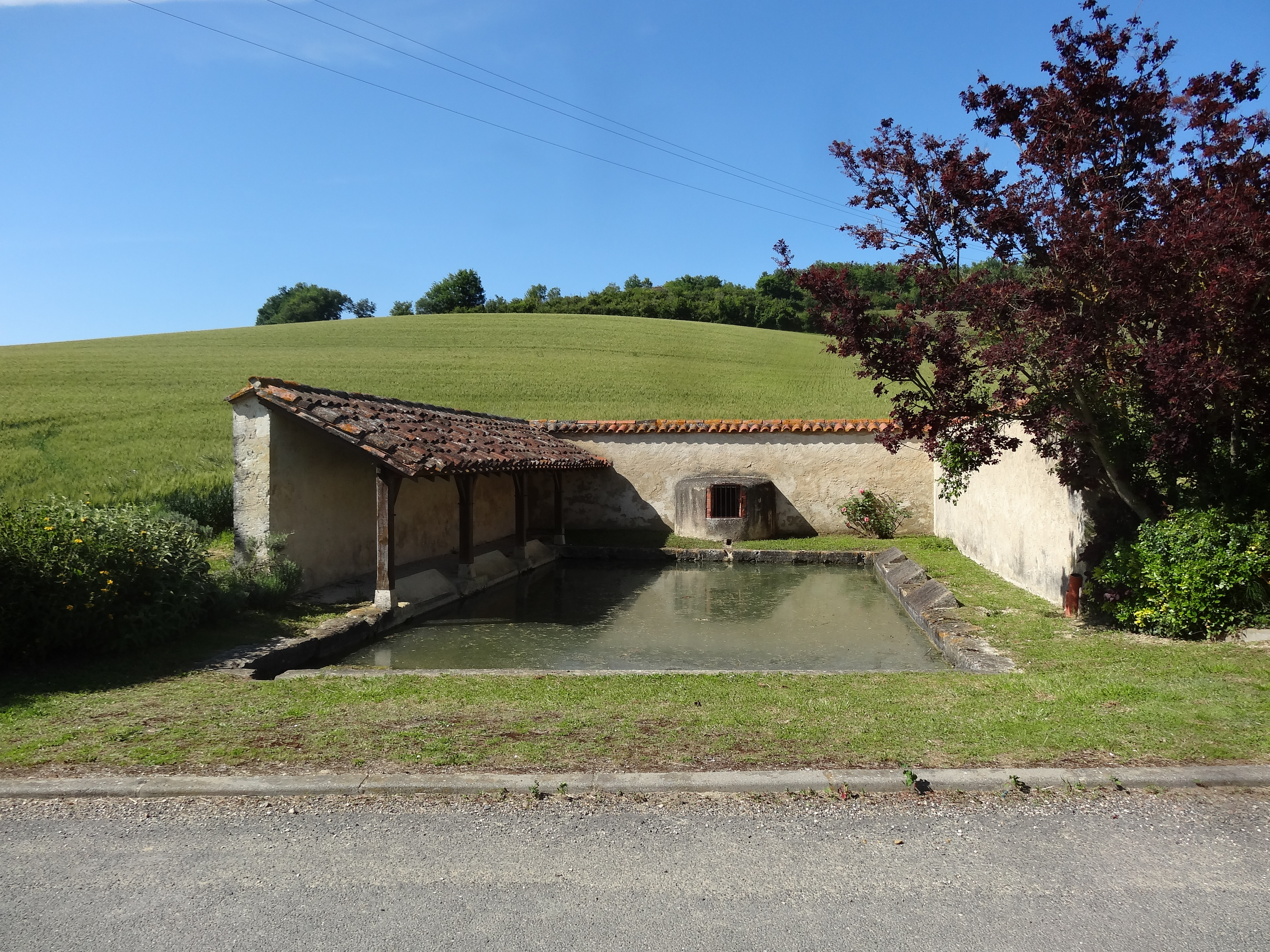
Ehemaliges öffentliches Waschhaus
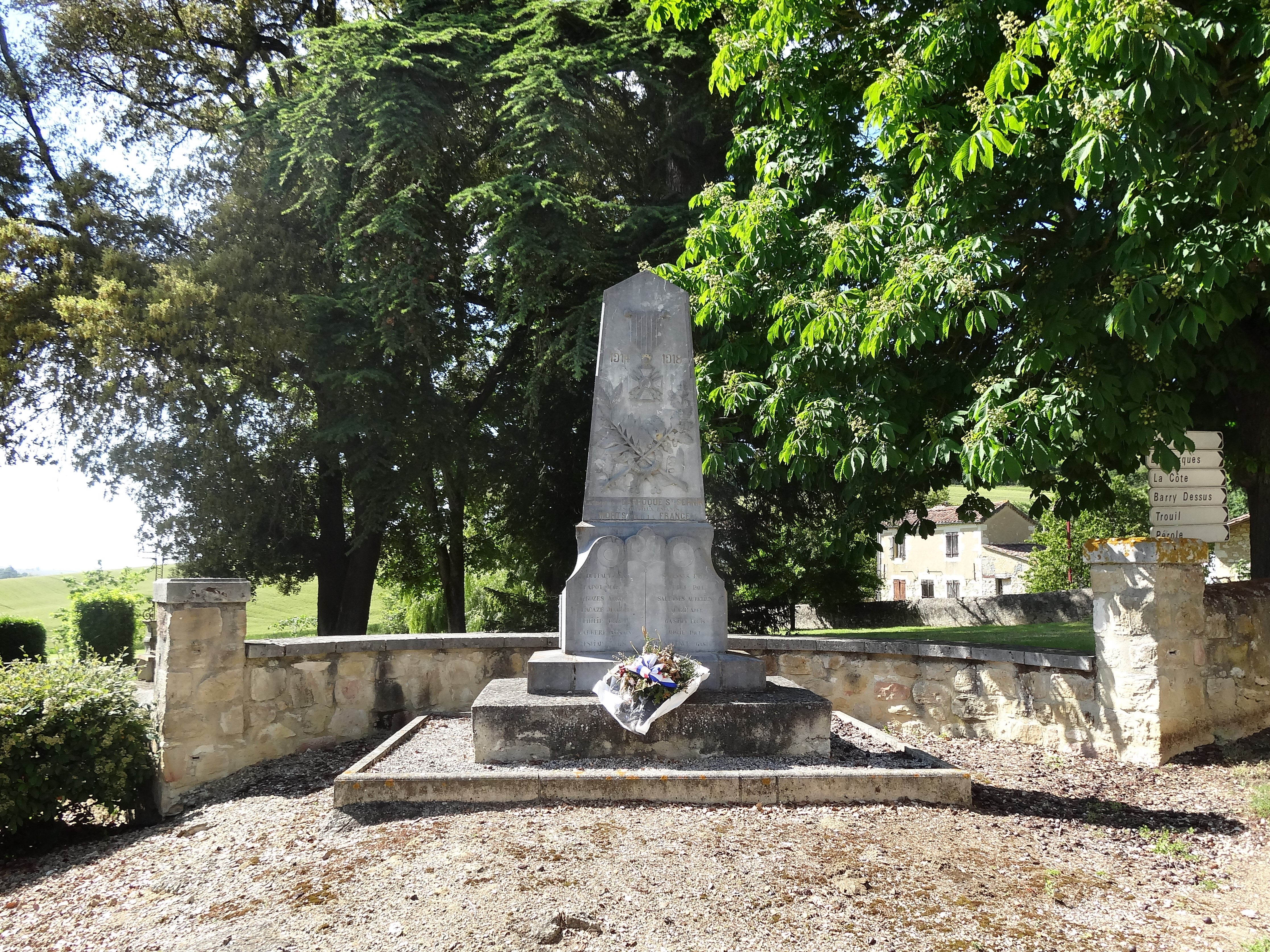
Gefallenendenkmal